# 莫索洛夫卡农村居民点
莫索洛夫卡农村居民点（俄语：Мосоловское сельское поселение）是俄罗斯联邦沃罗涅日州安纳区所属的一个农村居民点。其下辖有5个居民点，行政中心为莫索洛夫卡。据2016年统计，该农村居民点的人口为740人。